# Man and Woman (film)
Man and Woman er en amerikansk stumfilm fra 1920 af Charles A. Logue.

## Medvirkende
- Diana Allen som Diana Murdock
- Joe King som Joe
- Eddie Sturgis
- John L. Shine som Greasy
- Tatjana Irrah
- Eleanor Cozzat
- G. H. Carlyle
- A. C. Milar som Murdock
- Gordon Standing som Bradley
- James Alling som Graham
- Herbert Standing
- Pat Jennings
- Dorothea Fischer
- Pat Fischer
- Harry F. Millarde